# スピーキングバルブ
スピーキングバルブ（Ventilator Speaking Valve）は、気管切開を施された患者が、人工呼吸器を装着したまま、肉声で発声、会話するための器具。口径15mm、直径22mmという一方弁。日本国内における一般商品名称は「スピーチバルブ」である。

## 概要
スピーキングバルブの発明者は、自らも筋ジストロフィー患者であるデビッド・ミューア（1961-1990）。メーカーはアメリカのPassy Muir INC.である。